# Frederiksberg
Frederiksberg é um município da Dinamarca, situado como um enclave no interior da cidade e município de Copenhaga.                                                                                                                                                                      

Tem uma área de 8,7 km² e uma população de 104 410 habitantes (2018), sendo assim o menor município da Dinamarca, mas o quinto mais populoso e o de maior densidade populacional.                                                                                        
Pertence à Região da Capital (Hovedstaden).

Está ligado por metropolitano (br: metrô) a Copenhaga desde 2003.
Como atração turística, destaca-se o Palácio de Frederiksberg (Frederiksberg Slot).

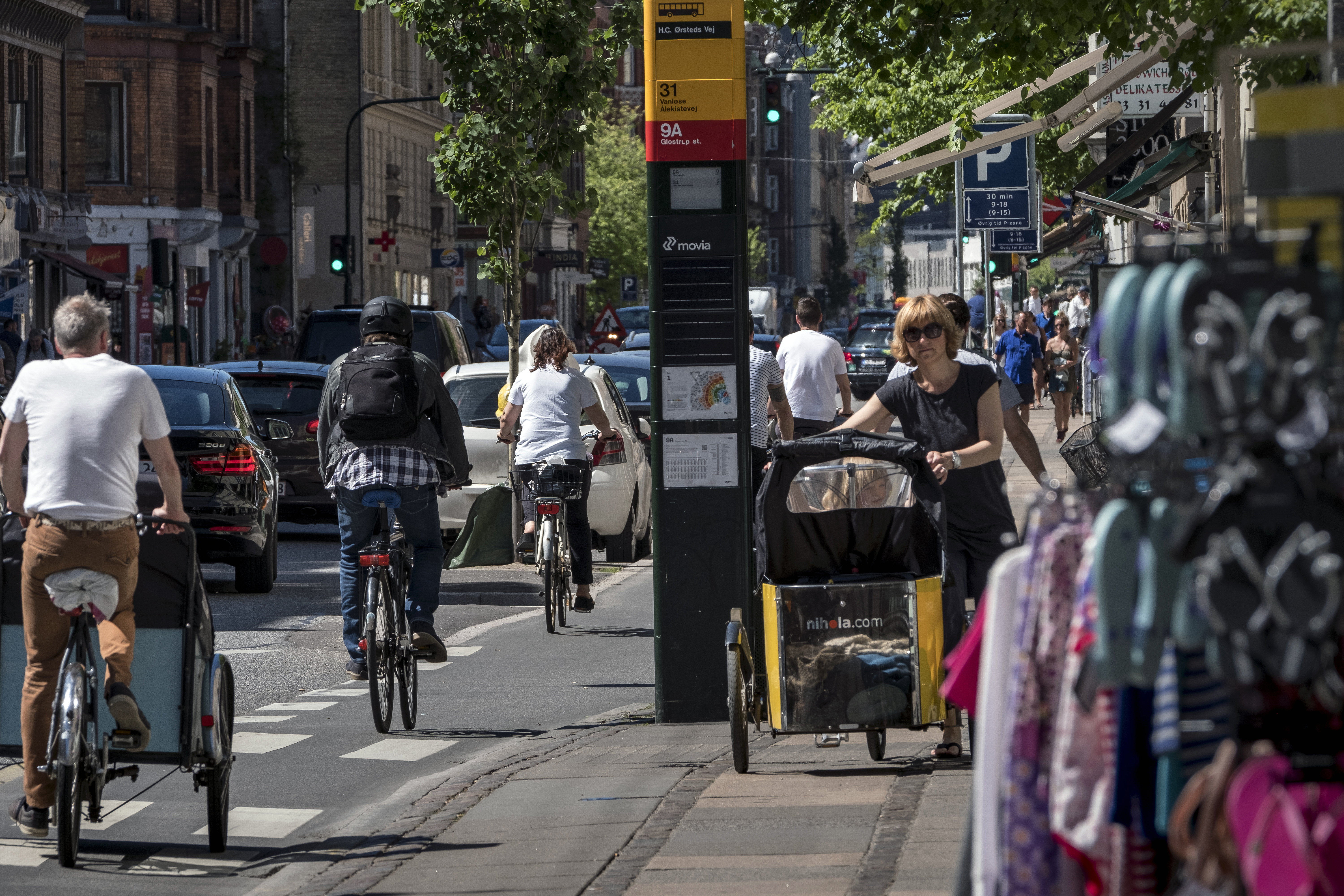
A rua Gammel Kongevej
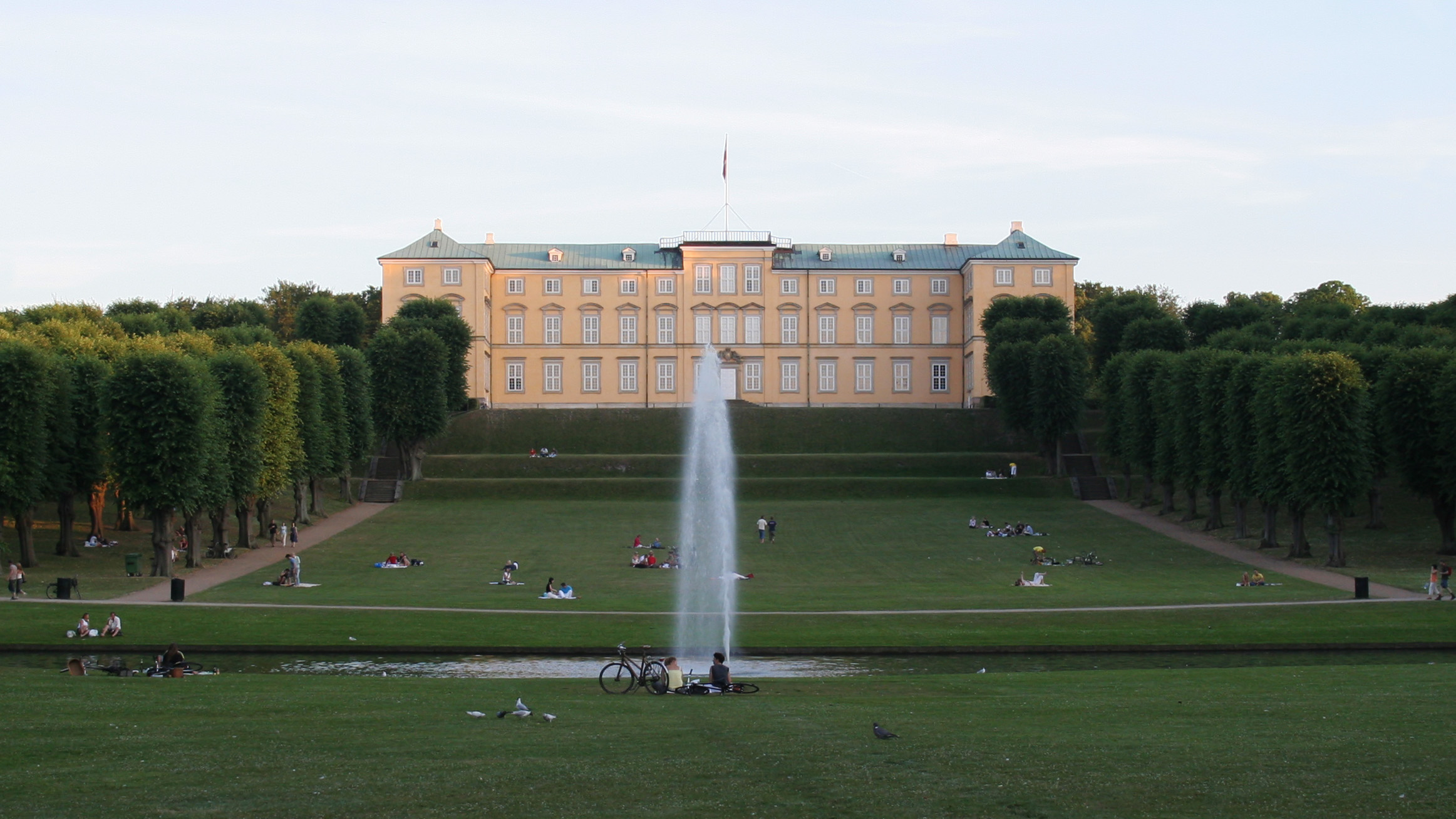
O Palácio de Frederiksberg
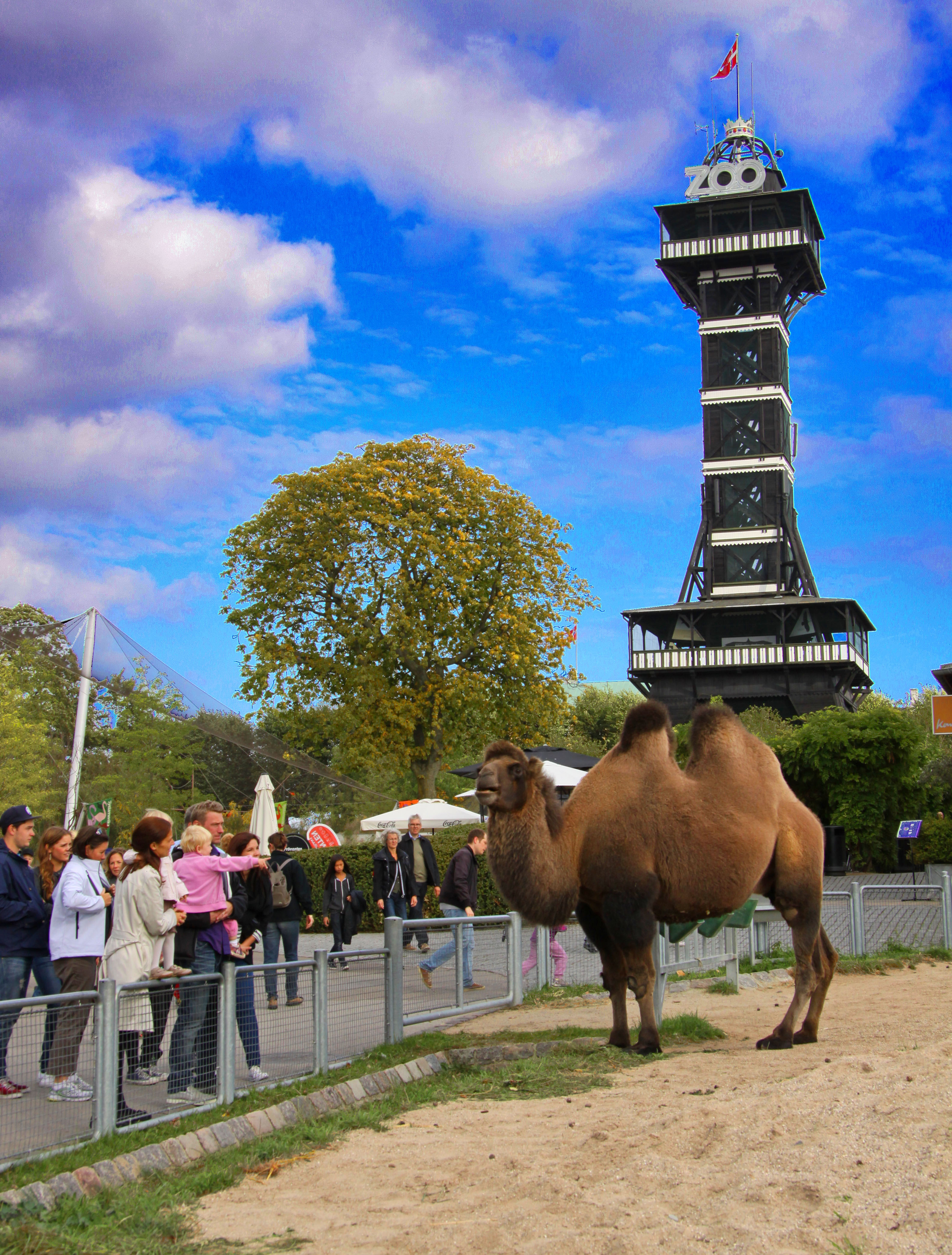
O Jardim Zoológico de Copenhaga
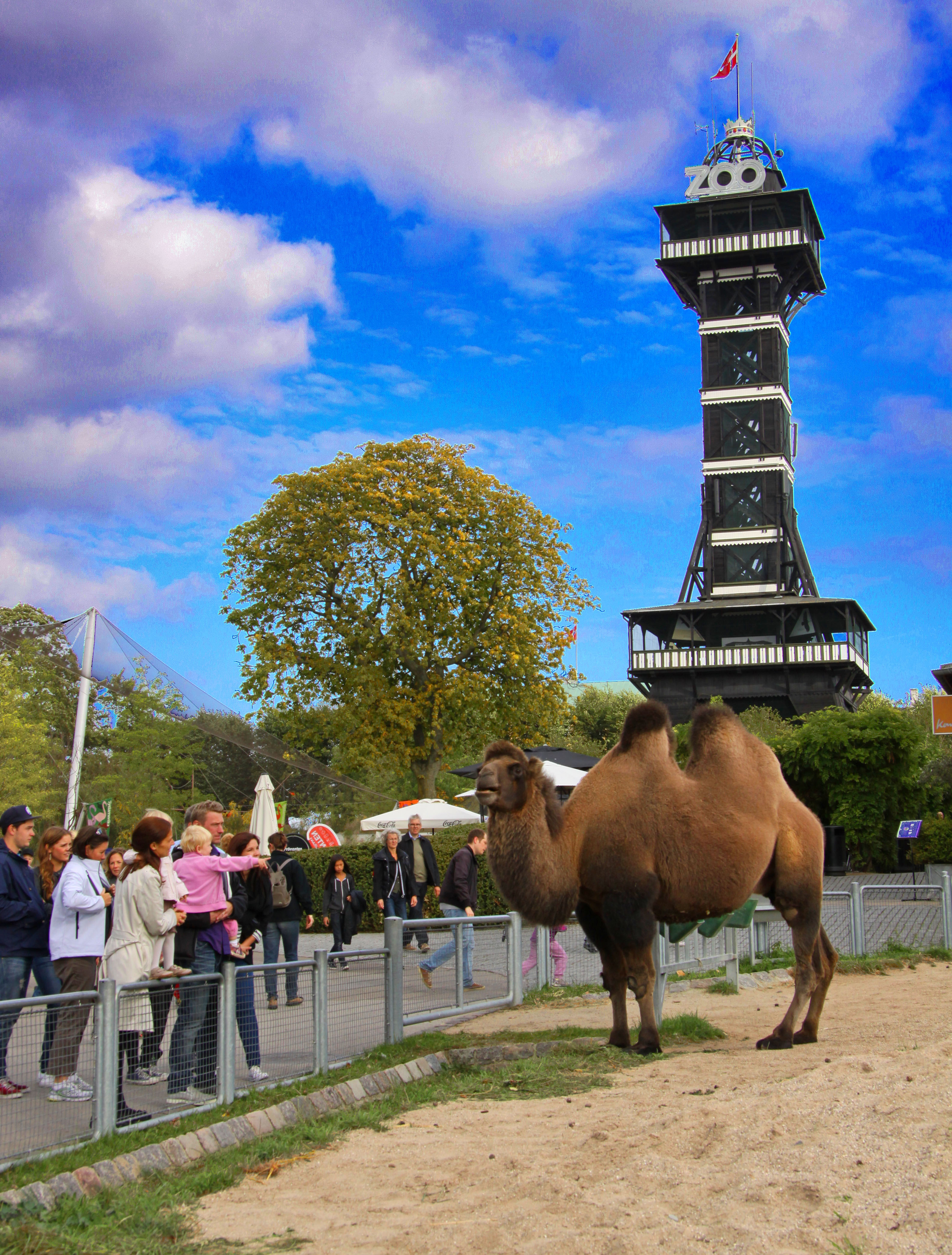
Jardim Agrícola da Universidade de Copenhaga